# アルベス
アルベス（英語表記：arbez）は、日本の文具メーカーゼブラ がかつて製造・発売していた、高品質低価格帯の筆記具シリーズ。
アルベス（arbez）は「ZEBRA」の逆スペルで、遊び心とゼブラのブランドという意味がある。ブランドコンセプトは「世界のデザイン価値と安心品質をより多くの人々に」。
世界各国の若手デザイナーを集めたコンペティションを開催し、そこで選び抜かれたデザインを製品化し、展開した。
2011年に発売されたが、現在は既に製造中止となっており、市場在庫のみとなる。

## ラインナップ
piirto（ピールト）シリーズ

アルベスシリーズ第一弾。ボールペン、シャープペン、蛍光マーカーで展開。

(ボールペン、シャープペンのみ、限定色（ライトブルー、ライトグリーン、オレンジ）を展開。)
- ボールペン：白軸（インク色：黒、青、赤）、黒軸（インク色：黒）ボール径0.7mm、替芯はSK-0.7芯。
- シャープペン：白軸、黒軸。シャープ径0.5mm
- 蛍光マーカー：白軸（インク色：青、黄、ピンク）

eo（イーオー）シリーズ

アルベスシリーズ第二弾。ボールペン、シャープペン、3色ボールペン、蛍光マーカーで展開。
- ボールペン（油性）：赤色の軸（インク色：黒、赤、青）ボール径0.7mm、替芯はSK-0.7芯。
- シャープペン：黒軸、シャープ径0.5mm
- 3色ボールペン：白軸（搭載インク色：黒、赤、青）ボール径0.7mm、替芯はSK-0.7芯。
- 蛍光マーカー：透明軸（インク色：青、黄、ピンク）